# Joseph von Lauer
Freiherr Joseph von Lauer (* 18. Mai 1769 in Graz; † 26. Februar 1848 in Wien) war k. k. Feldzeugmeister und Ritter des Maria-Theresia-Ordens.

## Herkunft
Seine Eltern waren der k. k. Feldzeugmeisters Freiherr Franz von Lauer und dessen erste Ehefrau Maria d’Allio. Er hatte noch zwei Schwestern, die jeweils neapolitanische Edelleute heirateten.

## Leben
Er erhielt eine Ausbildung unter Anleitung seines Vaters, die ihn auf den Eintritt in das Ingenieurskorps vorbereitete. Im Alter von 17 Jahren kam er tatsächlich als Kadett in das Ingenieurkorps. Dort wurde er bald Offizier und nahm als solcher am 8. Türkenkrieg teil. Er bewährte sich beim Übergang über die Donau und bei der Belagerung von Belgrad. Daher wurde er bald zum Oberlieutenant befördert und als die Armee an den Rhein verlegt wurde, war er bereits Capitän-Lieutenant. Er befand sich bei den Belagerungen von Le Quesnoi und Maubeuge.
Als sein Vater im November 1793 Fort-Louis eroberte, erhielt er eine öffentliche Belobigung und durfte die Nachricht von der Kapitulation nach Wien bringen. Nach seiner Rückkehr beteiligte er sich an der Einnahme von Mannheim, wo er verwundet wurde. Und wieder schickte ihn sein Vater mit der Nachricht von der Kapitulation nach Wien. Lauer erhielt hier am 27. November das Ritterkreuz des Maria-Theresia-Ordens.
Im September 1800 wurde er als Major in den Generalstab versetzt. Nach dem Frieden von Lunéville kehrte er in das Ingenieurkorps zurück. Im Dritten Koalitionskrieg hatte er nur die Aufgabe, einige Verschanzungen zu bauen. 1806 kam er als Fortifikations-Lokaldirektor nach Königgrätz. 1807 wurde er zum Oberstleutnant und 1809 zum Oberst befördert. 1811 war er dann in Ofen und 1813 in Temeswar. Am 27. Februar 1814 wurde er Generalmajor und erhielt eine Brigade in Italien. Zur Zeit der Herrschaft der Hundert Tage versuchte Joachim Murat, sein Königreich Neapel zurückzuerobern. Lauer hielt vom 6. bis 13. April 1815 die Zitadelle von Ferrara gegen Murat und 50.000 Neapolitaner. Anschließend erhielt er eine Brigade im Korps des Feldmarschall-Lieutenants Grafen Neipperg. Nach Murats Niederlage am 2. Mai 1815 in der Schlacht bei Tolentino wurde er mit dem Kommando über das Belagerungs- und Blockadekorps von Gaeta betraut. Die Festung hielt sich noch bis zum 5. August, mit der Kapitulation fiel auch das Königreich Neapel. Lauer erhielt dafür das Kommandeurskreuz des Leopold-Ordens.
Nach dem Krieg wurde er am 9. Dezember 1826 zum Feldmarschall-Lieutenant befördert. Im Jahr
1830 wurde er zweiter Inhaber des Infanterie-Regiments Nr. 44. 1831 kam er als Kommandant nach Königgrätz, aber schon 1832 als Kommandant nach Olmütz.
Im Jahr wurde er 1841 auch zum geheimen Rat ernannt. Er war in Olmütz sehr beliebt und wurde dort nach 60-jähriger Dienstzeit im Mai 1847 in den Ruhestand versetzt. Am 6. April 1847 erhielt er auch noch den Charakter als Feldzeugmeister.
Er starb wenig später am 26. Februar 1848 in Wien.

## Familie
Lauer heiratete am 23. April 1825 Maria Susanna Haberecker (* 25. Februar 1805). Das Paar hatte einen Sohn:
- Hugo Joseph Constantin Anton (* November 1831; † 12. Oktober 1793), Generalmajor[2][3] ⚭ 1855 Gräfin Mathilde Franziska Maria Ursini von Blagay  (* 13. April 1833)[4]